# 第百三十七号哨戒特務艇
第百三十七号哨戒特務艇（だいひゃくさんじゅうななごうしょうかいとくむてい）は、日本海軍の特務艇（哨戒特務艇）。第一号型哨戒特務艇の55番艇。太平洋戦争の終戦時に残存したが、戦後の掃海作業中に座礁し放棄された。

## 艇歴
マル戦計画の特務艇、第2121号艦型の137番艇、仮称艦名第2257号艦として計画。1944年11月5日、第百三十七号哨戒特務艇と命名されて第一号型哨戒特務艇の52番艇に定められ、本籍を呉鎮守府と仮定。1945年4月26日、船体概成により株式会社四国船渠工業所から呉海軍工廠へ引き渡し。7月15日竣工し、本籍を呉鎮守府に定められ、佐伯防備隊に編入。
終戦時は佐伯に所在。戦後は掃海に従事。11月30日、海軍省の廃止に伴い除籍。
1945年12月1日、第二復員省の開庁に伴い、呉地方復員局所管の掃海艦に定められ、同局掃海部佐伯支部所属と定められる。また、同日から艦名を哨特第百三十七号としている。
1946年4月18日、下関市吉見沖で掃海作業中、荒天に遭遇し同地で座礁して放棄された。6月1日、哨特第百三十七号は呉地方復員局掃海部佐伯支部から削除され、掃海艦の定めを解かれた。その後は部品取りとして使用された。
1947年2月1日、行動不能艦艇（特）に定められる。11月22日、在東京アメリカ極東海軍司令部から日本に対し、本艇の解体が指令された。